# Eslovênia nos Jogos Paralímpicos de Inverno de 2006
A Eslovênia participou dos Jogos Paraolímpicos de Inverno de 2006, realizados em Turim, na Itália. Foi a segunda aparição do país em Paraolimpíadas de Inverno. O único atleta a representar o país foi Ziga Breznik, que competiu no esqui alpino para atletas sentados, onde participam atletas cadeirantes.

## Esqui alpino
Masculino
| Atleta       | Evento                            | Corrida 1 | Corrida 2 | Total | Pos. |
| ------------ | --------------------------------- | --------- | --------- | ----- | ---- |
| Ziga Breznik | Slalom gigante (atletas sentados) | DNF       | DNF       | DNF   | DNF  |